# Preemfaza
Preemfaza – zabieg polegający na zwiększeniu składowych wysokich częstotliwości kodowanego fonicznego sygnału analogowego, celem zmniejszenia składowych szumu o częstotliwościach leżących w zakresie fonicznego sygnału analogowego. Preemfazę stosuje się przed koderem PCM, zwykle wraz z deemfazą za dekoderem.
Preemfazę stosuje się także, a właściwie głównie, w technice analogowej przy transmisji radiowej FM, jako układ zwiększający wartość sygnału wraz ze wzrostem częstotliwości dla uzyskania większego odstępu sygnału użytecznego od poziomu szumów. Najprostszy taki układ składa się z rezystora i kondensatora.
W technice cyfrowej preemfaza jest wykorzystywana przy realizacji systemów automatycznego rozpoznawania mowy (np. w algorytmie MFCC).